# 紀伊型戰艦
紀伊級戰艦（きいがたせんかん）是日本海軍八八艦隊計劃中計劃了的戰艦。原先計劃建造4隻，但由於華盛頓裁軍條約，因此在動工前中止建造。

## 概要
紀伊级是八八艦隊計劃中的9號艦至12號艦。本级艦最初被設計成使用4具3联裝41釐米主炮，其後因3联裝主砲開發進度過慢，而变更設計成為天城级的裝甲強化型。因為裝甲被強化，本级艦只的排水量较天城级増加了約1400噸，但速度只比天城级的30節稍慢一点（暂未有具体数值供引用）。火力配置與天城级大体相同。
另有説法指出，紀伊级1號和2號艦（八八舰队计划中的9号舰、10号舰）是天城级裝甲強化型。1922年还提出其後3號和4號艦（八八舰队计划中的11号舰、12号舰）要在纪伊级設計基础上安装新型火炮和炮塔，排水量达到约5万吨，但是随着裁军条约签订而没有进行细致设计。
同時有指其後的「超大和型戰艦」（計劃）將會繼承紀伊号和尾張号的舰名。

## 設計
- 標準排水量 42600噸
- 全長 252.1米
- 全闊 31.1米
- 最高航速 29.75節
- 兵器 聯裝41釐米(45倍徑)5座、單裝14釐米(50口徑)16座、12釐米單裝高射砲4座、61釐米魚雷發射管8門
- 裝甲舷側292毫米(傾斜12度)、甲板118毫米

## 同型艦
- 紀伊 預定於吳工廠動工。
- 尾張 預定於横須賀工廠動工。
- 十一號艦（預定艦名:駿河）預定於神戶川崎造船所動工。
- 十二號艦（預定艦名:近江）預定於三菱長崎造船所動工。

## 關連項目
- 大日本帝國海軍艦艇列表
- 八八艦隊